# 行政国家
行政国家（ぎょうせいこっか）とは、政府が社会の秩序維持にとどまらず、一定の理念の実現を目指して国民の生活、経済活動の在り方に積極的に介入しようとする国家をいう。立法国家、消極国家、夜警国家と対比される。

## 概要
社会主義への対抗もある中で、伝統的な自由主義に立脚する小さな政府、夜警国家が批判され、国家が社会保障制度を設け、公共事業や各種の経済政策を行って広く国民の活動に介入するようになると、国家の果たす役割は大きく増加し、また複雑で専門的なものとなっていった。これに対して、国会議員などの政治家や、主としてそれから選ばれる大臣は、福祉や経済についての専門的な知識・経験を持たない（あるいは少ない）場合も多く、どのような問題があり、どうすればよいかを自ら判断することが困難なものとなる。
そこで、各分野においてその専門的な知識・経験を持つ官僚に頼らざるを得なくなり、本来行政権下で事務を担当するはずの官僚が、法案の作成や政策決定などの立法に関することまで強い影響力を持つようになる。そうすると行政は、本来国民による選挙を背景に強い正統性を持つ立法よりも優越した立場になり、国民の意見が反映され難くなる。
また、社会保障や経済政策のために各種の規制が行われるようになると、行政は国民の活動に広く介入するようになり、行政組織は肥大化し、社会の中で行政が大きな割合を占めるようになる。このような行政の優越する国家を行政国家と呼び、またこのようになる現象を行政国家現象と呼ぶ。
国家に複雑・多様な役割が求められる現代では、相応の規模の行政組織と専門的な知識・経験に基づいた判断は不可欠であり、程度の差こそあれ、どの国家においても行政国家現象が見られると言われる。

## 問題点
- 行政権が、立法権や司法権より優越した立場になり権力分立の立場からは、健全な状況にないとされる。
- 法律が、行政を熟知する官僚により作成され、その法律の細目の決定も官僚が行う委任立法が主となる。
- 国の行政権が、許可権・認可権を有し、国民や地方自治体を支配するようになる。
- 行政の活動が活発化し、国民の生活向上に介入するようになるため、国民は利益の享受者として受動性を高め、その結果国民は政治的無関心に陥りやすい。